# Ložnica, Makole
Ložnica je naselje v Občini Makole, na severovzhodu Slovenije. Nahaja se v dolini potoka Ložnica, ki se izteka v reko Dravinjo, ter spada pod Štajersko pokrajino in Podravsko regijo.